# فرارایانش
فرارایانش یا فرامحاسبات (به انگلیسی: Metacomputing) کلیه فعالیت‌های محاسباتی است که شامل دانش محاسبات (علم و فناوری) است که برای تحقیق، توسعه و کاربرد انواع مختلف محاسبات استفاده می‌شود. فرارایانش در موارد مختلف کاربرد دارد که برخی از آن‌ها شامل صنعت، تجارت، مدیریت و منابع انسانی است. زمینه‌های نوظهور فرارایانش بر جنبه‌های روش شناختی و فناوری توسعه شبکه‌ها / شبکه‌های بزرگ رایانه ای مانند اینترنت، اینترانت و سایر شبکه‌های رایانه ای توزیع شده برای مقاصد خاص تمرکز دارند.

## کاربردها

### در علوم کامپیوتر
محاسبات فرا محاسبات، به عنوان محاسبات محاسبات، شامل: سازماندهی شبکه‌های بزرگ رایانه ای ، انتخاب معیارهای طراحی (به عنوان مثال: راه حل همتا به همتا یا راه حل متمرکز) و توسعه نرم‌افزار فرا محاسبات (میان افزار، برنامه نویسی فرا برنامه‌ریزی) که در دامنه‌های خاص، مفهوم محاسبات فرعی به عنوان توصیف متا لایه‌های نرم‌افزاری استفاده می‌شود که بسترهای شبکه ای برای توسعه محاسبات کاربر گرا هستند، به عنوان مثال برای فیزیک محاسبات و بی انفورماتیک.
در اینجا، مشکلات جدی علمی پیچیدگی سیستم‌ها / شبکه‌ها، نه تنها مربوط به پیچیدگی‌های وابسته به دامنه، بلکه بیشتر متا پیچیدگی سیستمی زیرساخت‌های شبکه رایانه ای است.
فرارایانش همچنین توصیف مفیدی برای سیستم‌های برنامه‌نویسی خود ارجاع است. غالباً این سیستم‌ها به عنوان زبان‌های رایانه ای نسل پنجم کارایی دارند که برای عملیاتی شدن نیاز به استفاده از سیستم عامل اصلی نرم‌افزار فرا پردازنده دارند. به‌طور معمول فرا محاسبات در یک سیستم کامپایل تفسیر شده یا در زمان واقعی اتفاق می‌افتد، زیرا تغییر ماهیت اطلاعات در نتایج پردازش ممکن است منجر به یک حالت محاسبه غیرقابل پیش‌بینی در طول وجود فرا کامپیوتر شود (حالت اطلاعاتی که توسط سیستم عامل محاسبات فرعی کار می‌کند).

### در مهندسی اجتماعی-شناختی
از دیدگاه‌های انسانی و اجتماعی، فرا محاسبات به ویژه بر روی: نرم‌افزار انسان و کامپیوتر، ارتباطات متقابل شناختی / رابط‌ها، امکانات توسعه شبکه‌های رایانه ای هوشمند برای همکاری سازمان‌های بشری و فناوری‌های رایج در همه جا متمرکز شده‌است. به‌طور خاص، این امر به توسعه زیرساخت‌های نرم‌افزار برای مدل‌سازی محاسباتی و شبیه‌سازی معماری‌های شناختی برای سیستم‌های مختلف تصمیم‌گیری مربوط می‌شود.

### از منظر سیستمی و از منظر فلسفی
فرا محاسبات به مشکلات کلی محاسبات دانش بشری، تا محدوده تحول دانش انسان و تفکر فردی به شکل برنامه‌های رایانه ای اشاره دارد. این سوالات و موارد مشابه نیز مورد توجه روانشناسی ریاضی است.

## برای مطالعهٔ بیشتر
- مسئله ویژه در محاسبات فرا محاسبه: از خوشه‌های ایستگاه کاری تا رایانه‌های اینترنتی، سیستم‌های رایانه ای نسل آینده، Gentzsch W. (سردبیر)، شماره ۱۵، هلند شمالی (۱۹۹۹)
- پروژه Metacomputing - با مشارکت DARPA
- شبکه: تلاش‌های بین‌المللی در محاسبات جهانی، مارک بیکر، راکومار بویا و دومنیکو لاورنزا (۲۰۰۵)
- به سمت شناسایی فرا پیچیدگی دنیای واقعی، (۲۰۰۴) تحقیقات بین رشته‌ای NEST-IDEA
- مجله روانشناسی ریاضی